# Суперкубок Камбоджі з футболу
Суперкубок Камбоджі з футболу — одноматчевий турнір, у якому грають володар кубка Камбоджі і чемпіон попереднього сезону. У випадку, якщо кубок і чемпіонат виграла одна команда, то в суперкубку грають перша і друга команди чемпіонату. Турнір організовується Федерацією футболу Камбоджі.

## Розіграші
| Рік     | Переможець              | Рахунок                 | Фіналіст                         |
| ------- | ----------------------- | ----------------------- | -------------------------------- |
| 2017    | Боунг Кет Ангкор        | 3:0                     | Національне міністерство оборони |
| 2018-21 | змагання не проводились | змагання не проводились | змагання не проводились          |
| 2022    | Пномпень Краун          | 2:1                     | Вісаха                           |
| 2023    | Пномпень Краун          | 2:1 дч                  | Вісаха                           |
| 2024    | Свайріенг               | 2:1                     | Пномпень Краун                   |

## Досягнення по клубам
| Клуб                             | Кількість перемог | Роки перемог | Кількість фіналів | Роки поразок |
| -------------------------------- | ----------------- | ------------ | ----------------- | ------------ |
| Пномпень Краун                   | 2                 | 2022, 2023   | 1                 | 2024         |
| Боунг Кет Ангкор                 | 1                 | 2017         | -                 | -            |
| Свайріенг                        | 1                 | 2024         | -                 | -            |
| Вісаха                           | -                 | -            | 2                 | 2022, 2023   |
| Національне міністерство оборони | -                 | -            | 1                 | 2017         |